# أوريلا بيتيت
أوريلا بيتيت (بالفرنسية: Aurélia Petit) هي مؤدية وممثلة فرنسية، ولدت في 18 أبريل 1971.

## أعمال

### أفلام
- (2016) المتسوق الشخصي[2]

## وصلات خارجية
- أوريلا بيتيت على موقع IMDb (الإنجليزية)
- أوريلا بيتيت على موقع ألو سيني (الفرنسية)
- أوريلا بيتيت على موقع أول موفي (الإنجليزية)
- أوريلا بيتيت على موقع قاعدة بيانات الأفلام السويدية (السويدية)
- أوريلا بيتيت على موقع ديسكوغز (الإنجليزية)
- أوريلا بيتيت على موقع قاعدة بيانات الفيلم (الإنجليزية)
- أوريلا بيتيت على موقع كينوبويسك (الروسية)